# Ксенофан
Ксенофа́н Колофо́нський (дав.-гр. Ξενοφάνης ὁ Κολοφώνιος лат.Xenophanēs Colophōnius; близько 570 до н. е., Колофон ,Мала Азія — після 478 до н. е. Елея, Південна Італія, Велика Греція) — давньогрецький філософ, поет, теолог і критик релігійного політеїзму. Один із головних філософів досократиків. Євсевій Кесарійський, посилаючись на Арістокла Мессейського, вказує Ксенофана початком філософської течії, яка пізніше сходить до пірронізму. Ця лінія починається від Ксенофана і розвивається крізь ідеї Парменіда, Мелісса, Зенона Елейського, Левкіппа, Демокріта, Протагора, Метродора Хіоського, Діогена Смірнського, Анаксарха і, нарешті, Піррона. Починаючи з античності було прийнято розглядати Ксенофана як учителя Зенона Елейського і як колегу Парменіда, а звідси — ототожнювати його з Елейською школою, але на сьогодні загальна наукова думка визнає цю позицію помилковою. Вважається, такі погляди розвинулись під впливом Платона та Арістотеля, які побіжно характеризують Ксенофана в своїх творах «Софіст» та Метафізика.

## Біографія
Народився в Колофоні в Іонії (нині західна Туреччина). Син Дексія, або (за версією Аполадора) син Орфомена. Час життя Ксенофана, безумовно, припадає між Піфагором (на якого посилається Ксенофан) та Гераклітом (який критикує самого Ксенофана). Ксенофан вкладає автобіографічні відомості у вуста одного зі своїх героїв(7, 3 Gent.- Pr.) повідомляючи, що коли прийшли мідійці (перси) йому було приблизно 25 років. Ця подія позначена перськими завоюваннями Лідії у 545 до н. е. В тому ж уривку вказано, що мандрує він вже 67 років, тобто можна стверджувати, що Ксенофан помер у віці понад 92 років.
Діоген Лаертський (IX, 18) повідомляє, що він жив у Занклі та Катанії, на Сицилії, але не каже про Елею, проте він же наводить відомості про те, що Ксенофан є автором 2000 логій про «Заснування Колонфа» та «Виселення в Елею Італійську» — двох ключових міст в його біографії. Момент зв'язку з колонією Елея важливий з точки зору зв'язку Ксенофона з Елегейською школою, який частина сучасних дослідників заперечує.
Провів життя як професійний рапсод. Відомий як один із перших критиків Гомера та Гесіода.
Обставини смерті Ксенофана невідомі.

## Творчість
Творчість Ксенофана широко диференційована, але таке різномаїття жанрів і тематики пояснюється тим, що як рапсод Ксенофан складав композиції для приватних заходів чи на громадське замовлення. Саме за це Ксенофан став об'єктом критики Геракліта:
«його купа знань не приносить йому розуму» (40 Gent.-Pr.)
Головною діяльністю рапсодів була професійна декламація епічних поем на аренах, як, наприклад у Афінах під час Панафінеїв, або на приватних симпосіях та при дворах тиранів. Платон у «Державі» повідомляє, що у рапсодів було також прийнято «говорити про Гомера» чи «захищати його поезію» (II, 378d). Тобто, крім декламації рапсоди займалися ще і критикою. Діоген Лаертський повідомляє:
«він писав епічні вірші, елегії та ямби проти Гесіода та Гомера, засуджуючи те, що вони говорили про богів; проте вони теж рецитувалися Ксенофаном під власний акомпанемент» 
Він є також автором та, імовірно, винахідником нового жанру, силлів (дав-гр. σίλλος — косоокий) або глузувань — гекзаметричних сатиричних поем із застосуванням ямбічного тристопного віршу; саме в них він підкреслює окремі недоліки Гомера та Гесіода. Даний жанр в майбутньому викликав захоплення Тімона Фліунтського, який обирає Ксенофана героєм своїх силл і через нього вступає в диспути з філософами різних шкіл.
Згідно з Юлієм Полідевком (VI, 46, 590) та Іоанном Стобеєм (І, 10) наприкінці життя Ксенофан пише твір «Peri Physeos» («Про природу») у якій він викладає власні роздуми над фізичними і теологічними проблемами(фрагменти 23-46 Gent.-Pr.)
Є автором двох епічних поем «Заснування Колофону» та «Виселення в Елею Італійську» від яких збереглися близько 20 уривків.

## Поетика та мислення Ксенофана
Серед елігійних творів автора фундаментальним є фрагмент 1 Gent.-Pr, елегія без заголовку яка присвячена устрою симпозію та симпозійному етикету. Серед іншого Ксенофан пропонує виключення із епічних читаннь сюжету боротьби Титанів та Гігантів, описаної Гесіодом в Теогонії, а також кентавромахії — однієї з головних симпозіальних тем того часу. Крім того Ксенофан радить уникати співів про громадські заворушення. Різними науковцями висловлювались різні теорії: збурення автора проти традиційного прочитання міфу, прецедент цензури міфу або гіпотеза Даніеля Бабю про те, що дані теми мають бути вилучені як такі, що не відповідають тематиці заходу або порушують спокійну атмосферу симпозію. Разом з Ксенофонтом тут починається тривала традиція вилучення епічних сюжетів на користь елегії та лірики. Крім того автор трактує описані події та заворушення як «вигадку древніх», чим вступає у відкрите зіткнення з великими традиційними поетами та відстоює правдивість, або новизну власного твору. При цьому варто зважити, що Гомер та Гесіод також проголошували, що говорять істину, але за посередництвом муз.
У фрагменті 2, ще одній елегії, ми бачимо критику атлетизму в ім'я «мудрості», поетичних здібностей та інтелекту. Ксенофан критикує підхід за якого спортсмени осипані золотом і почестями за рахунок держави, в той час як «добра мудрість» це єдине що приведе місто до процвітання.
Він критикує піфагорійський метемпсихоз (теорію про переселення душ) у фрагменті 6.

Напрочуд цікавими є фрагменти, що простежуються як «Глузування»: перш за все поєднанням дактилічного та ямбічного ритмів, що характерно для пародій. Саме в цьому розділі присутня критика антропоморфізму та безсмертя богів, а саме в уривках 14-20, наприклад в фрагменті 15 Ксенофан зазначає, що тварини, якби були богами, то уявляли би їх за своїм образом і подобою. У фрагменті 16 він нагадує, що божества ефіопів мають чорні обличчя та кирпаті носи, а у богів фракійців очі блакитні, а волосся руде. Окрім критики політеїзму та антропоморфізму, Ксенофан пропонує власну теологію. Попри те, що фрагменти погано збереглися, ми знаємо, що Ксенофан говорить 
про єдиного бога, найвищого у світі божественному та людському, не схожого на людину ні за формою, ні за мисленням" про бога, котрий "одним чистим мисленням розхитує все, що було абсолютно нерухомим (фрагменти 26-29).
Слава Ксенофана як натхненника скептиків походить із єдиного фрагменту 35, який твердить, що людина «не є такою, що знала» та ніколи не стане «такою, що знає» правду про «певні речі», які розмежовують божествене та природниче, про що мовить автор. Загалом Ксенофан висловлює свої космологічні припущення, стосовно того, що корінь всього живого — земля і вода.
Також займався метеорологічними спостереженнями. У фрагменті 33 описано райдугу, що зветься Ерида — явний перехід від міфу до опису. Науковці, а саме Джонатан Барнс, вказують на використання Ксенофаном дієслова idesthai, що з грецької означає не просто «бачити», а саме спостерігати. Тобто автор свого роду заохочує читачів спостерігати навколишній світ, і висновки робити саме зі спостережень.

## Вплив філософії Ксенофана
Філософія Ксенофана пізніше тлумачилась і теологічно (Секст Емпірик, Симплікій), і матеріалістично (Аецій). Тімон Фліунтський зробив Ксенофана героєм власних філософських пародій.
Арістотель присвятив Ксенофану окремий трактат, який не дійшов до нас.